# Hansenius major
Espèce
Synonymes
- Hansenius torulosus major Beier, 1947

Hansenius major est une espèce de pseudoscorpions de la famille des Cheliferidae.

## Distribution
Cette espèce est endémique d'Afrique du Sud. Elle se rencontre vers Montagu.

## Description
Hansenius major mesure de 2 à 2,5 mm.

## Publication originale
- Beier, 1947 : Zur Kenntnis der Pseudoscorpionidenfauna des südlichen Afrika, insbesondere der südwest- und südafrikanischen Trockengebiete. Eos, Madrid, vol. 23, p. 285-339 (texte intégral).